# Пјанети (Козенца)
Пјанети је насеље у Италији у округу Козенца, региону Калабрија.
Према процени из 2011. у насељу је живело 603 становника. Насеље се налази на надморској висини од 187 м.